# ブロードキャスト・サテライト・ディズニー
ブロードキャスト・サテライト・ディズニー株式会社は、ウォルト・ディズニー・カンパニーの日本法人・ウォルト・ディズニー・ジャパン傘下の衛星基幹放送事業者である。

## 概要
総務大臣諮問機関の電波監理審議会が2011年以降に割り当てが行われる特別衛星放送（BSデジタル放送。現・衛星基幹放送）で同社のHDTV・SDTV各1番組の委託放送業務を認定するよう総務大臣へ答申、2010年10月19日、総務大臣より認定書が交付された。

## 沿革
- 2009年4月 - ブロードキャスト・サテライト・ディズニー株式会社設立。
- 2010年
  - 6月 - 総務省に特別衛星放送に係る委託放送業務（HDTV1番組、SDTV1番組、計2番組）を申請[2][3]。
  - 10月13日 - 総務省からBS-7ch（物理チャンネル）に6スロット（ディズニー・チャンネル、SD）、BS-23ch（同）に16スロット（Dlife、HD）の割り当てが決定。
- 2012年
  - 2月10日 - 総務省から東経110度CSデジタル放送6スロット（ディズニージュニア（仮称）、SD）が認定されることが発表された[4]。
  - 3月1日 - 「ディズニー・チャンネル」がBSデジタルへ移行し、「Dlife」は試験放送として告知を開始。
  - 3月17日 - 18:00（JST）「Dlife」開局。
  - 5月1日 - 日本民間放送連盟加盟。民放連準会員。
  - 10月1日 - 15:00（JST）「ディズニージュニア」開局。
- 2015年
  - 5月11日 - 本社をメソニック39MTビルから虎ノ門ヒルズ森タワーに移転。
- 2017年
  - 9月15日 - ディズニージュニアをテレビ朝日系列のシーエス・ワンテンへ譲渡[5]。
- 2019年
  - 9月9日 - 電波監理審議会にてディズニー・チャンネルへの12スロット（HD）割り当てが適当との答申を受ける[6]。法的手続き上は、放送中の6スロットを返上したうえで新たに12スロットを割り当てる。
- 2020年
  - 3月31日 - 同日24時00分をもって、Dlifeの放送を終了。それに伴い、同チャンネルに総務省から割り当てられていた16スロットも返上し、同時にディズニー・チャンネルがメインサービスに昇格（正確には単営化）。民放連への加盟は継続する[7]。
- 2021年
  - 6月1日 - 同日実施のBS周波数の帯域再編により、ディズニー・チャンネルがBS-3chからBS-23chに移動。同時に6時から同チャンネルがHD化した[8][9]。

## 放送チャンネル
- 太字はHDTV。
- それ以外は16:9のSDTV。
- BSデジタル放送の論理チャンネル枠は「25x」[10]。

### 現在
BSデジタル放送
- Ch.BS256 ディズニー・チャンネル（番組供給事業者：ウォルト・ディズニー・ジャパン） - BS-23ch、12スロット、ハイビジョン放送
有料放送。プラットフォームはスカパー!（旧・スカパー!e2）。2012年3月1日、ウォルト・ディズニー・ジャパンが2004年よりTBS系列のC-TBSへ行なっていたスカパー!に係る本チャンネルの供給先を、子会社である当社へ変更する事によって開始。
2021年6月1日実施のBS周波数の帯域再編により、6時から同チャンネルがハイビジョン化した[9]。

### 過去
東経110度CS放送
- Ch.339 ディズニージュニア（番組供給事業者：ウォルト・ディズニー・ジャパン） - CS1-ND8ch、6スロット → CS1-ND2ch 12スロット
有料放送。プラットホームはスカパー!（旧・スカパー!e2）。未就学児童とその保護者を主な対象にしたキッズチャンネル。2012年10月1日15:00（JST）に開局した。
2017年9月15日、テレビ朝日系列のシーエス・ワンテンに基幹放送事業を譲渡し[5]、同チャンネル（2018年8月28日よりハイビジョン放送）にて放送中。

BSデジタル放送
- Ch.BS258 Dlife（直営放送） - BS-23ch、16スロット
無料放送。プラットフォーム非依存で放送を行っていた。2012年3月17日 18:00（JST）開局。2020年3月31日 24:00（JST）閉局。なお、Dlife自体は後にFOXチャンネルをリブランドする形で2024年3月1日に再開局[11]。